# Eurylister niger
Eurylister niger är en skalbaggsart som först beskrevs av Bousquet och Laplante 2006.  Eurylister niger ingår i släktet Eurylister och familjen stumpbaggar. Inga underarter finns listade i Catalogue of Life.